# Zasada porównywalności sprawozdań
Zasada porównywalności sprawozdań, nazywana też zasadą pomiaru pieniężnego(ang. unit-of-measure principle) — zasada mówiąca, że księgi rachunkowe prowadzi się w języku polskim i w walucie polskiej. Dotyczy to również sporządzania sprawozdań finansowych, co daje możliwość ich porównywania. Mówią o tym art. 9 oraz art. 45 ust. 5 ustawy o rachunkowości.